# Troax
Troax Group AB är en globalt ledande leverantör av modulära nätpanellösningar för maskinskydd, lager- och industriväggar samt områdesskydd – med särskilt fokus på säkerhet inomhus i industri- och logistikmiljöer. Troax utvecklar säkerhetslösningar för att skydda människor, egendom och processer.  
Företaget har sitt huvudkontor i Hillerstorp, Sverige och är en global aktör med lokal närvaro i över 40 länder, vilket möjliggör hög kundservice.  
Troax har omkring 1200 medarbetare (2024) och 7 produktionsanläggningar runt om i världen.

## Historia
Troax grundades 1955 och har sedan dess utvecklats från ett lokalt företag till en världsledande aktör inom sitt segment. Under 1990-talet påbörjades en mer internationell expansion, vilket ledde till etablering av dotterbolag i Europa, Asien och Nordamerika. Sedan 2015 är Troax noterat på Nasdaq Stockholm.

## Verksamhet
Troax utvecklar och producerar modulära nätpanelssystem som används för att skapa säkra arbetsmiljöer inom främst tillverkningsindustri, logistik och lagerhantering. Företagets lösningar används bland annat för:
- Maskinskydd – för att öka säkerheten för personal och maskiner i industriella miljöer.
- Lager- och industriväggar – för att skapa flexibla och säkra förvaringsutrymmen.
- Områdesskydd – skydd av större ytor inom exempelvis logistikcenter och även lägenhetsförråd.[1]

Produktionen sker främst i företagets automatiserade anläggning i Hillerstorp, men med försäljnings- och serviceorganisationer globalt.

## Hållbarhet och innovation
Troax arbetar aktivt med hållbarhet och innovation inom både produktion och produktutveckling. Företaget har implementerat energieffektiva lösningar i sin tillverkning, använder återvinningsbara material och erbjuder produkter som bidrar till långsiktig säkerhet och effektivitet hos kunderna. Troax är certifierat enligt ISO 9001 och ISO 14001.

## Finansiell utveckling
Företaget är börsnoterat och har haft en stadig tillväxt både vad gäller omsättning och rörelseresultat. Troax rapporterar löpande sin finansiella information till marknaden och har en stark marknadsposition inom sin nisch.